# Eric Remedi
Eric Daian Remedi (Paraná, Entre Ríos, 4 de junio de 1995), es un futbolista argentino que se desempeña como mediocampista y su equipo actual es Peñarol de la  Primera División de Uruguay. Además de su país natal, desarrolló gran parte de su carrera en el fútbol de los Estados Unidos.

## Trayectoria
Surgió del club Palermo y de allí pasaría al club Belgrano. A los 15 años tuvo la oportunidad de llegar a Banfield gracias a que Alejandro Schneider, presidente de Belgrano contactó con Pedro Soma, un “cazatalentos” ligado a Banfield. En ese momento el coordinador de inferiores del taladro era Raúl Wensel, en febrero de 2011 estuvo tres días a prueba y el último día le comunicaron que se quedaba en el club. Tuvo un paso por la selección Sub-20 argentina.
Debutó profesionalmente a los 20 años en junio de 2015 durante el empate 0-0 de Banfield frente a Sarmiento, justo un día después de su cumpleaños.
En el 2016 tuvo buenos rendimientos con el reserva que lo llevaron al primer equipo, y por los bajos rendimientos de los titulares, Remedi sería titular junto al otro juvenil Emanuel Cecchini.
En junio de 2018, luego de 65 encuentros jugados con Banfield, Remedi dejó el club y fichó por el Atlanta United de la Major League Soccer. Debutó en Atlanta el 21 de julio, en la victoria de local ante el D.C. United. Anotó su primer gol como profesional, el de la victoria, al New York City en los play offs de la Copa MLS 2018; Copa que luego ganarían.

## Clubes
- Actualizado hasta el 2 de julio de 2024.[3][4]

| Banfield Argentina | 1.ª                 | 2015                | 4   | 0 | 0  | 0 | -  | - | 4   | 0 | 0,00 |
| Banfield Argentina | 1.ª                 | 2016                | 6   | 0 | 1  | 0 | -  | - | 7   | 0 | 0,00 |
| Banfield Argentina | 1.ª                 | 2016/17             | 24  | 0 | 2  | 0 | 1  | 0 | 27  | 0 | 0,00 |
| Banfield Argentina | 1.ª                 | 2017/18             | 21  | 0 | 2  | 0 | 4  | 0 | 27  | 0 | 0,00 |
| Banfield Argentina | 1.ª                 | 2023                | 22  | 0 | 17 | 0 | -  | - | 39  | 0 | 0,00 |
| Banfield Argentina | Total club          | Total club          | 77  | 0 | 22 | 0 | 5  | 0 | 104 | 0 | 0,00 |
| Atlanta United Estados Unidos | 1.ª                 | 2018                | 18  | 1 | 0  | 0 | 0  | 0 | 18  | 1 | 0,05 |
| Atlanta United Estados Unidos | 1.ª                 | 2019                | 29  | 0 | 5  | 1 | 4  | 0 | 38  | 1 | 0,02 |
| Atlanta United Estados Unidos | 1.ª                 | 2020                | 18  | 1 | 0  | 0 | 4  | 0 | 22  | 1 | 0,04 |
| Atlanta United Estados Unidos | Total club          | Total club          | 65  | 2 | 5  | 1 | 8  | 0 | 78  | 3 | 0,03 |
| San Jose Earthquakes Estados Unidos | 1.ª                 | 2021                | 29  | 0 | 0  | 0 | 0  | 0 | 29  | 0 | 0,00 |
| San Jose Earthquakes Estados Unidos | 1.ª                 | 2022                | 25  | 0 | 3  | 0 | 0  | 0 | 28  | 0 | 0,00 |
| San Jose Earthquakes Estados Unidos | Total club          | Total club          | 54  | 0 | 3  | 0 | 0  | 0 | 57  | 0 | 0,00 |
| San Lorenzo Argentina | 1.ª                 | 2024                | 4   | 0 | 5  | 0 | 4  | 0 | 13  | 0 | 0,00 |
| San Lorenzo Argentina | Total club          | Total club          | 4   | 0 | 5  | 0 | 4  | 0 | 13  | 0 | 0,00 |
| Peñarol · Uruguay | 1.ª                 | 2025                | 11  | 0 | 0  | 0 | 4  | 1 | 15  | 1 | 0,00 |
| Peñarol · Uruguay | Total club          | Total club          | 11  | 0 | 0  | 0 | 4  | 1 | 15  | 1 | 0,00 |
| Total en su carrera | Total en su carrera | Total en su carrera | 211 | 2 | 35 | 1 | 21 | 1 | 267 | 4 | 0,01 |
| (1) Las copas nacionales se refiere a la Copa Argentina y a la U.S. Open Cup. (2) Las copas internacionales se refiere a la Copa Sudamericana, a la Copa Libertadores y a la Liga de Campeones de la Concacaf. (3) Media de goles por encuentro. No incluye goles en partidos amistosos. |                     |                     |     |   |    |   |    |   |     |   |      |

## Palmarés

### Títulos nacionales
| Torneo                    | Club           | Sede           | Año  |
| ------------------------- | -------------- | -------------- | ---- |
| Liguilla Pre-Sudamericana | Banfield       | Argentina      | 2015 |
| Copa MLS                  | Atlanta United | Estados Unidos | 2018 |
| U.S. Open Cup             | Atlanta United | Estados Unidos | 2019 |
| Torneo Intermedio         | Peñarol        | Uruguay        | 2025 |